# Don’t Need a Gun
Don’t Need a Gun ist der Titel eines von Billy Idol geschriebenen Liedes. Es wurde 1986 als zweite Single aus dem Album Whiplash Smile ausgekoppelt.

## Hintergrund
Die erste Single des Albums war das Lied To Be a Lover, das Platz 6 der Billboard Hot 100 erreichte. In Deutschland und Großbritannien gelangte es auf Platz 28 bzw. 22.
Billy Idol hatte Don’t Need a Gun allein geschrieben und war zum Zeitpunkt der Schallplattenaufnahme darüber hinaus überzeugt davon, dass er ohnehin der einzige Songwriter für das Album sein sollte:

Whiplash Smile had a lot of potential. It should have been a worthy successor of Rebel Yell, an album featuring a real band working, rehearsing, and recording songs collaboratively. But I insisted that I should be the only one writing songs (...).

„Whiplash Smile hatte viel Potential. Es hätte ein würdiger Nachfolger von Rebel Yell sein sollen, das Album einer richtigen Band, die gemeinsam Songs erarbeitet, probt und aufnimmt. Aber ich bestand darauf, dass ich der einzige sein sollte, der Songs schreibt (...).“

Von Don’t Need a Gun wurden zwei Remixes angefertigt und auf Maxisingle veröffentlicht: Der Melt Down Mix wurde von  Billy Idol, Steve Stevens und Freddy Bastone angefertigt, der später veröffentlichte Beyond Melt Down Mix fiel in die Verantwortung des US-amerikanischen Produzenten Steve Thompson und Michael Barbiero. Diese Maxisingle enthielt darüber hinaus einen Dub-Mix des Songs als B-Seite, während sich auf der anderen eine A-cappella-Version des Songs befand.